# キングジョージステークス
キングジョージステークス（King George Stakes）は、イギリスのグッドウッド競馬場で行われる競馬の競走である。

## 歴史
1911年にジョージ5世の戴冠式を記念して創設された。
現在はグループ制は1971年に導入され、G3に格付けられた。
スポンサーとして自動車メーカーのアウディが2005年から2011年まで務め、数年間はアウディステークスとして知られた。2012年はゴードンズ、2013年からはベットフレッドがスポンサーを務めた。
2010年にG2に昇格。
現在は5日間にわたって行われるグロリアスグッドウッド開催の4日目に施行されている。有力馬はナンソープステークスに出走することが多く、直近で同年に両競走を制したのは2019年のバターシュである。

## 記録

### 最多勝利馬
- Battaash - 2017年～2020年（4回）

### 最多勝利騎手
- レスター・ピゴット - 1958年・1959年:Right Boy、1964年:Matatina、1965年:Pugnacity、1970年:Raffingora、1971年:Constans、1980年:Valeriga、1982年:Tina's Pet、1984年:Anita's Prince

### 最多勝利調教師
- チャールズ・ヒルズ - 2017年～2020年:attaash、2022年:Khaadem

## 歴代優勝馬
※2000年以降
- 2000年 Cassandra Go
- 2001年 Dietrich
- 2002年 Agnetha
- 2003年 The Tatling
- 2004年 Ringmoor Down
- 2005年 Fire up the Band
- 2006年 La Cucaracha
- 2007年 Moorhouse Lad
- 2008年 Enticing
- 2009年 Kingsgate Native
- 2010年 Borderlescott
- 2011年 Masamah
- 2012年 Ortensia
- 2013年 Moviesta
- 2014年 Take Cover
- 2015年 Muthmir
- 2016年 Take Cover
- 2017年 Battaash
- 2018年 Battaash
- 2019年 Battaash
- 2020年 Battaash
- 2021年 Suesa
- 2022年 Khaadem
- 2023年 Highfield Princess
- 2024年 Big Evs
- 2025年 Jm Jungle